# جوني فينويك
جوني فينويك (بالإنجليزية: Johnny Fenwick)‏ هو لاعب كرة قدم بريطاني في مركز الدفاع، ولد في 11 نوفمبر 1994 في نيوكاسل أبون تاين في المملكة المتحدة. لعب مع نادي لاس فيغاس لايتس.